# Código ATC P
Secção da lista de códigos ATC.

## P: Produtos antiparasitários, insecticidas e repelentes
| P01 | Antiprotazoários                                                      |
|     | P01A Medicamentos contra a amebiase e outras doenças por protozoários |
|     | P01B Antimaláricos                                                    |
|     | P01C Medicamentos contra a leishmaniose e a tripanossomíase           |
| P02 | Anti-helmínticos                                                      |
|     | P02B Antitrematodais                                                  |
|     | P02C Agentes antinematodais                                           |
|     | P02D Anticestodais                                                    |
| P03 | Ectoparasitocidas, incluindo escabicidas, insecticidas e repelentes   |
|     | P03A Ectoparasiticidas, incluindo escabicidas                         |
|     | P03B Inseticidas e repelentes                                         |